# 法服

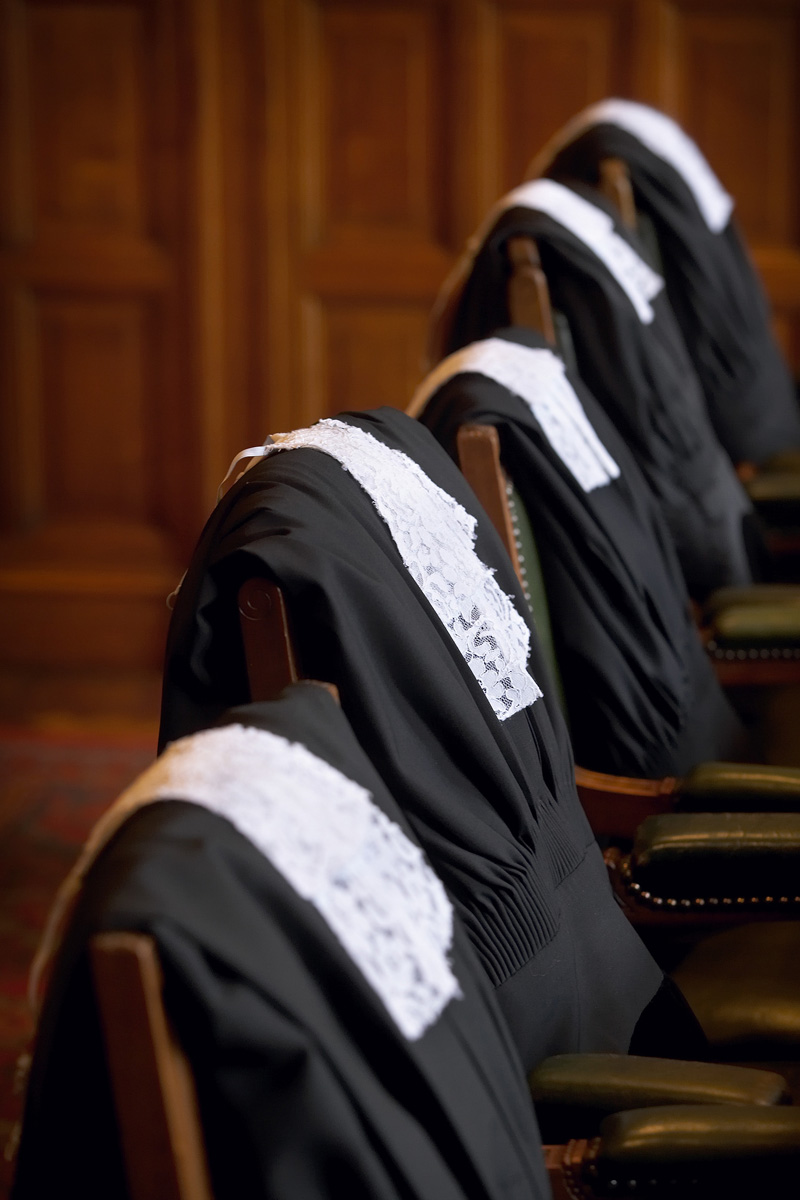
国際司法裁判所の裁判官の法服

法服（ほうふく）とは、裁判官、検察官、弁護士、裁判所書記官、廷吏など、職務上法廷に立ち合う法曹関係者及び裁判所職員が法廷で着用する制服。
法服の色は黒と定められている。黒はどんな色にも染まることがないことから、裁判官の公正さを象徴している。

## 日本

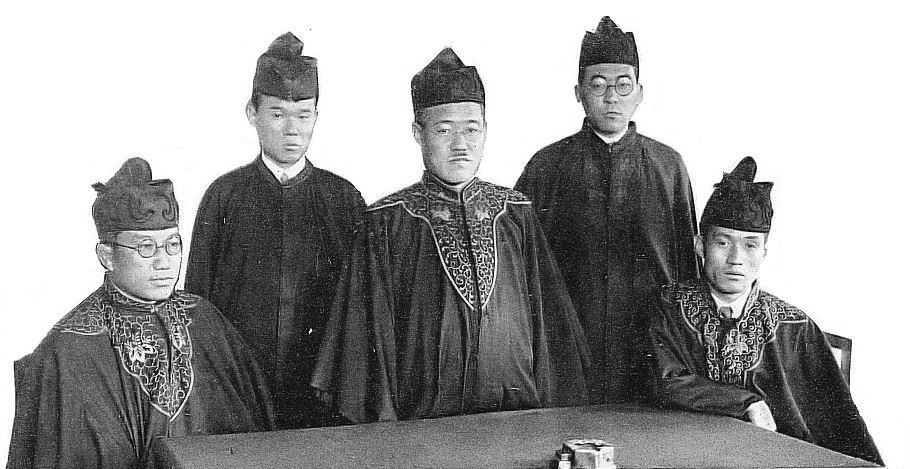
1930年代の判事と書記（前列3名が判事、後列2名は書記）

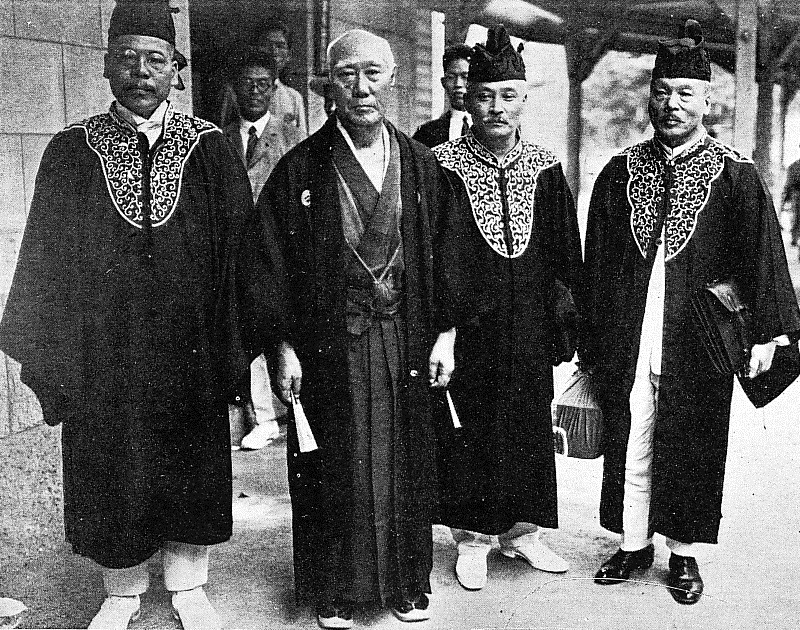
弁護士

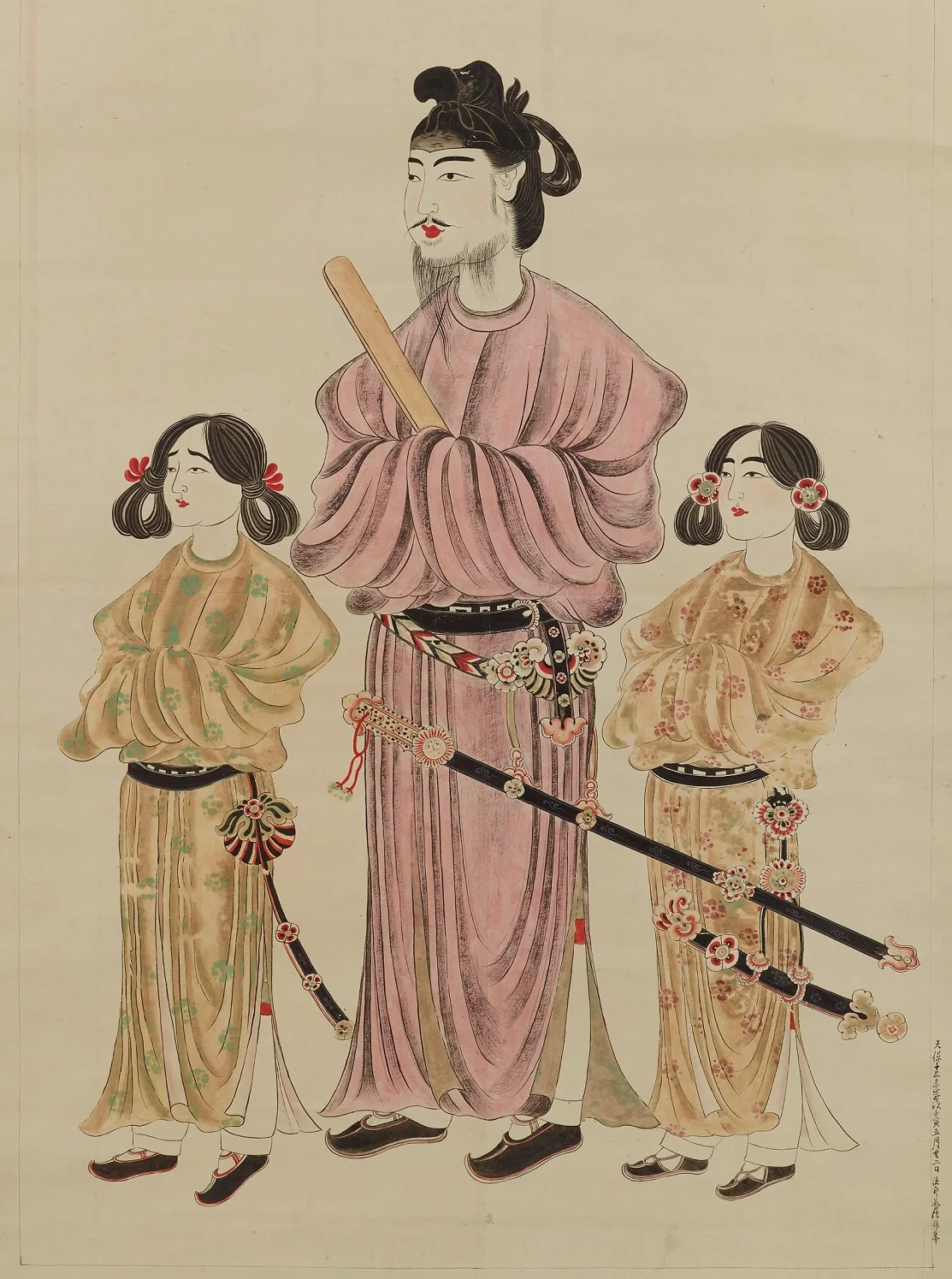
聖徳太子像

明治政府が近代法制の整備を進める中、初期の法廷では判事・検事の服装もまちまちで、「甚だ見苦し」とも評された。そこで、ヨーロッパ諸国で古くから使われてきたガウン型の法服（Court dress）に倣い、日本でも法廷で着用する制服を導入することが初代司法大臣山田顕義より提案された。これを受けて、1890年（明治23年）2月10日に制定された裁判所構成法では、公開の法廷に於いて判事、検事及び裁判所書記は制服を（同法第3編司法事務ノ取扱第1章開廷第114条第1項）、弁護士は職服を（同条第2項）着用する旨が規定された。そして、明治23年10月22日勅令第260号（判事検事裁判所書記及執達吏制服ノ件）により判事、検事並びに裁判所書記が法廷で着用する制服及び執達吏の制服が制定され、続いて1893年（明治26年）、弁護士資格制度の施行に伴い明治26年4月5日司法省令第4号を以って弁護士の職服も制定された。
このうち執達吏の制服は、上着が紺又は黒の毛織製で（明治23年10月22日勅令第260号執達吏制服表）、立襟シングルブレストのフロック型（同第9図）。袴も紺又は黒の毛織製（同執達吏制服表）で長ズボン（同第10図）。帽子は黒ラシャ製で（同執達吏制服表）、帽章は五条の旭日章 であった（同第12図）。
判事、検事並びに裁判所書記の制服及び弁護士の職服は、山田顕義が東京帝国大学教授・黒川真頼へ依頼して考案された。前年に開校した東京美術学校の和文・歴史教員も兼務し、古代美術や有職故実（）に精通し、服飾史に関しても造詣の深かった国学者の黒川は、聖徳太子像より考証した古代官服風の東京美術学校最初の制服を考案しており、出来上がったものは東京美術学校の制服に似た古代官服風となった。そのため、黒川が裁判所に事件の証人として召喚された際、廷丁に判事と間違えられたという逸話もあり、刑部は「古代官服風の服制は（当時でも）稀有（）であった」と指摘している。この法服考案の背景には、当時の日本は、急速な西洋化、鹿鳴館時代への反動から、日本古来の伝統を重んじる復古主義が台頭しており、裁判制度の整備は不平等条約改正のポイントのひとつでもあった。不平等な扱いと決別し、日本の「自立」を印象付けるには、「日本は長い歴史と伝統文化を持つ国」だと示す必要があった。　　　　　　　　　
司法官らの制服及び職服は上衣と帽から成っていた。帽は黒地雲紋で、古代の官人が被っていた冠に似た形状であった。上衣は黒地の闕腋袍で、襟と胸に唐草模様と桐の刺繍が施され、刺繍の色で官職、桐の個数で裁判所の等級を区別した 。
判事：刺繍は紫。桐は大審院判事が7個、控訴院が5個、地方裁判所と区裁判所が3個。
検事：刺繍は緋色。桐の数は判事と同じ。
書記：刺繍は襟に深緑の唐草模様のみ。
弁護士：刺繍は白の唐草模様のみ。
服制を定めた当時、弁護士であった砂川雄峻は、「判事が職服を着て始めて訟廷に臨んだときは、言ひ合はした如（）く皆極まり悪る気（）に微笑を洩（）らして居（）つた」と回想する。

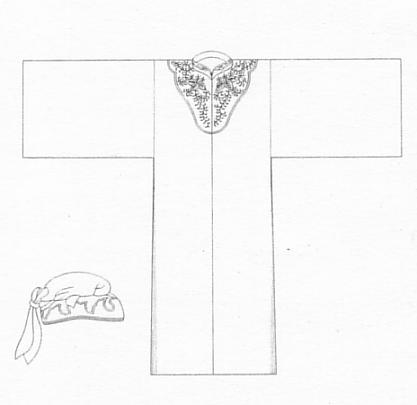
戦前の判事・検事の法服
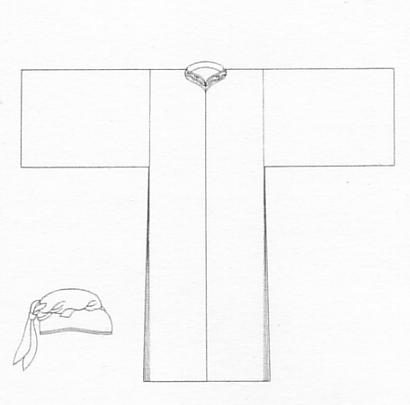
戦前の裁判所書記の法服
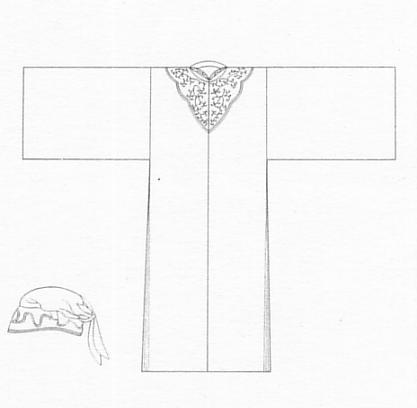
戦前の弁護士の法服
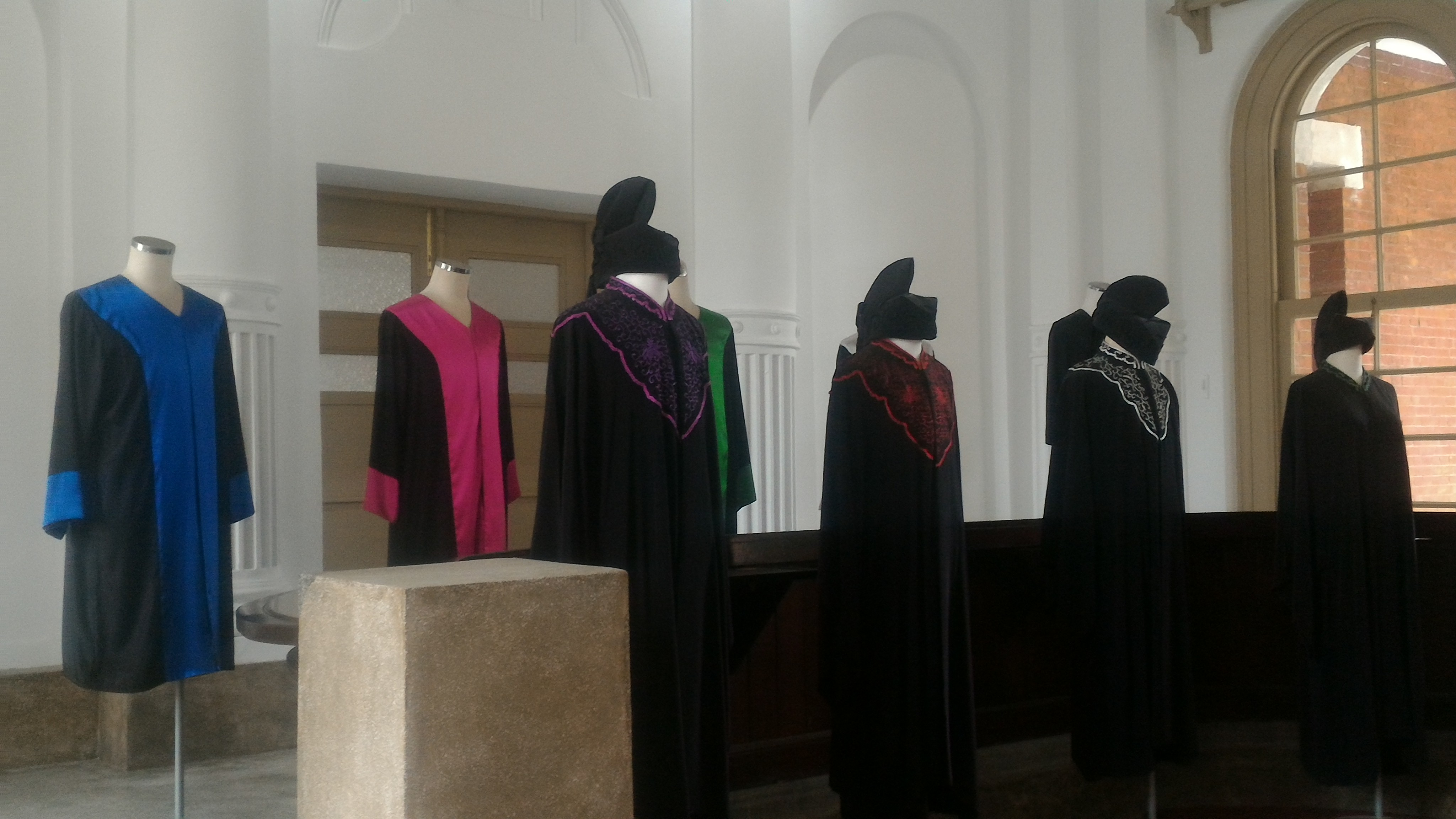
戦前の法服（前列左より判事、検事、弁護士、書記） 後列は現行の中華民国の法服
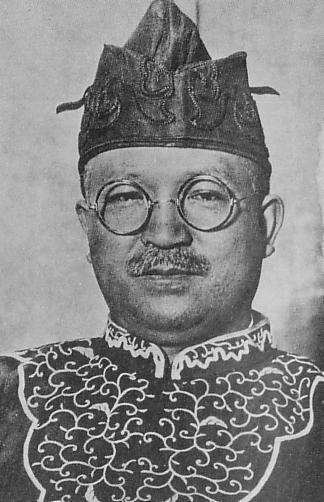
弁護士の法服を纏う布施辰治

戦後、裁判所構成法が廃止され、裁判所法が制定されたとき、特に法服の規定はなかった。そのため、従来の法服を着用する者、法服を着用しない者とが混在した。
最高裁は1949年（昭和24年）に「裁判官の制服に関する規則」（最高裁判所規則）で裁判官について新しく「制服」（法服）を定めた。なお、裁判所書記官も裁判官に似た法服を着用している。
裁判官の法服着用を定める実質的な理由については、「法廷が非常に手続きが厳粛にかつ秩序正しく行われなければならない場所であるということからいたしまして、一方ではその公正さと人を裁く者の職責の厳しさをあらわすとともに、他方では法服を着用することによりまして裁判官みずからそのような立場にあることを自覚させるもの」と説明されている。

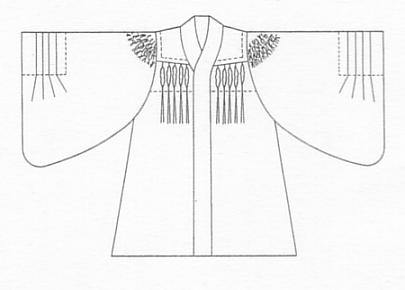
現行の裁判官の法服
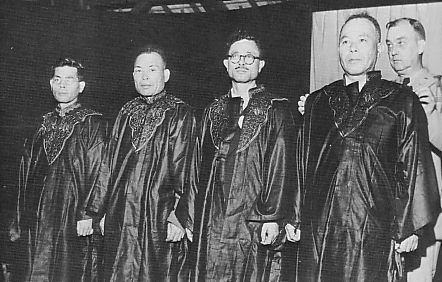
琉球上訴裁判所判事の法服（戦前の日本の法服を流用している）

### 関連法令
裁判所構成法（明治26年）
明治23年2月10日公布、同年11月1日施行。
114条1項「判事検事及裁判所書記ハ公開シタル法廷ニ於（）テハ一定ノ制服ヲ著（）ス」
同法同条2項「前項ノ開廷ニ於テ審問ニ参与スル弁護士モ亦（）一定ノ職服ヲ著スルコトヲ要ス」
判事検事裁判所書記及執達吏制服ノ件（明治23年勅令260号）
明治23年10月22日公布。
「判事、検事、裁判所書記、執達吏制服左ノ図表ノ通定ム
但明治23年12月31日迄ハ「フロックコート」又ハ羽織袴ヲ以テ之ニ代用スルコトヲ得（図表略）」
弁護士職服（明治26年司法省令第4号）
明治26年4月5日制定。廃止手続は特に執られていないが、国立国会図書館の日本法令索引では「実効性喪失」としている。
裁判官の制服に関する規則（昭和24年最高裁判所規則第5号）
昭和24年4月1日公布・施行。平成4年最高裁判所規則第9号により1度だけ改正。
平成4年の改正前は、制式が図として掲載されていた。改正後は最高裁判所の通達で具体的なデザインが定められており、新たに女性裁判官用の制服が制定され、シャーベットグリーン色のスカーフが採用された。改正後は最高裁判所の通達で具体的なデザインが定められており、新たに女性裁判官用の制服が制定され、シャーベットグリーン色のスカーフが採用された。
1項「裁判官は、法廷において、制服を着用するものとする。」
2項「前項の制服に関し必要な事項は、別に最高裁判所が定める。」

## イギリス及び旧植民地の諸国
イギリス及び一部の旧イギリス植民地だった国では、黒の法服とともに中世風の白いカツラを着用している。

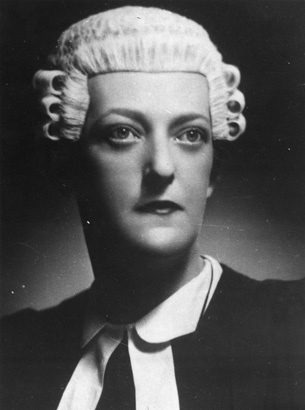
オーストラリアの1930年代の法服

## アメリカ合衆国
アメリカ合衆国でも法服が使用されている。

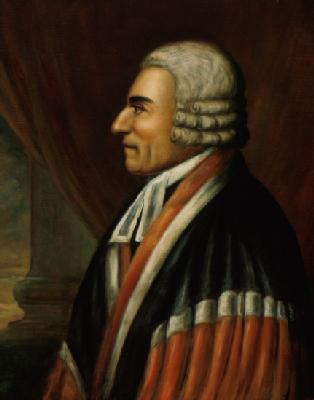
アメリカ合衆国のかつての法服。
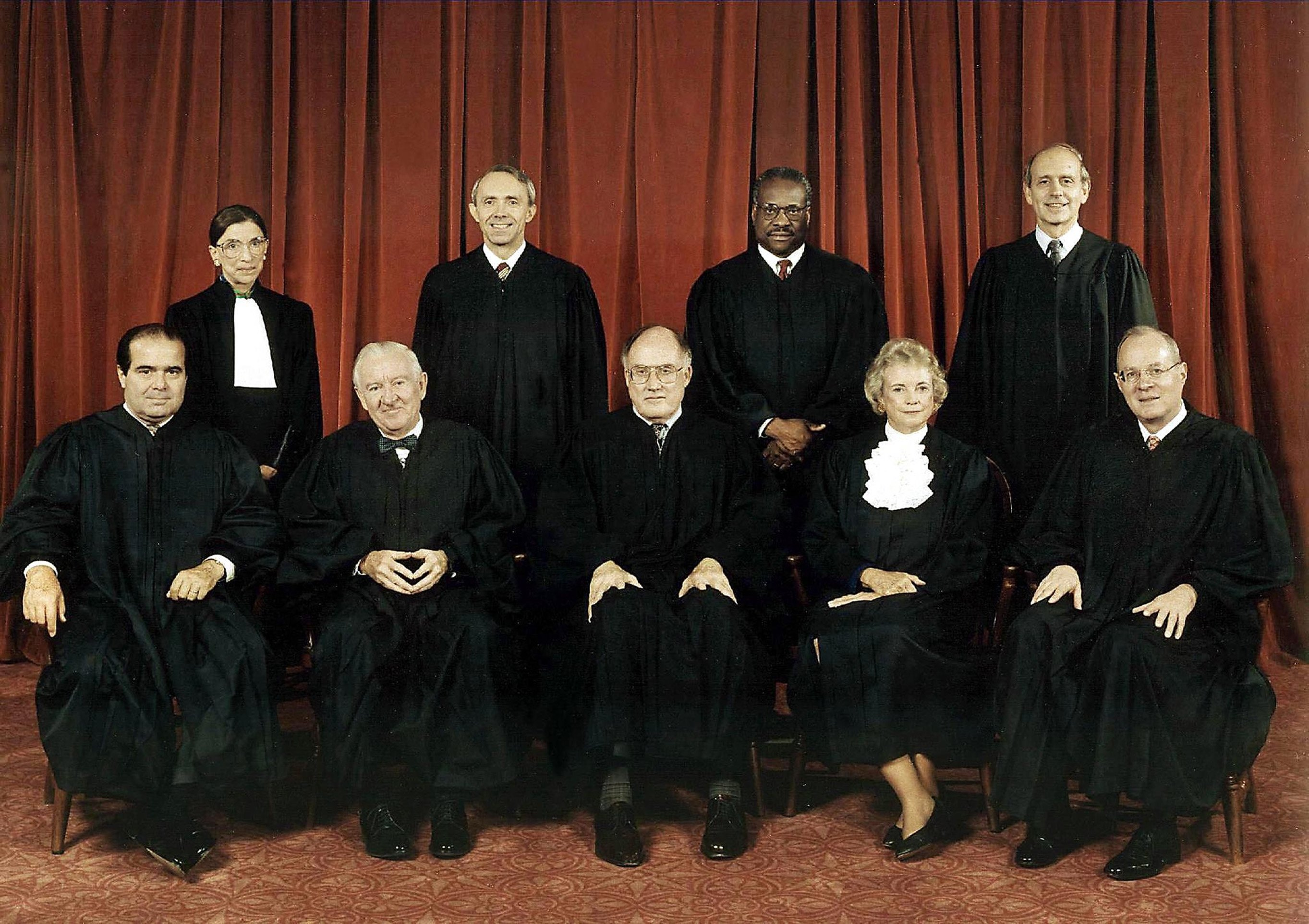
アメリカ合衆国の2005年の法服。

## 中華民国
中華民国成立後の1913年、推事（裁判官）、検察官、律師（弁護士）、書記官、承発吏（執行官）、庭丁（廷吏）に法服が導入された。法冠には青天白日章があしらわれており、法服の袖と襟の刺繍で官職の区別をした。

## 満洲国
満洲国では、1913年制定の中華民国の法服をそのまま採用していたが、中華民国から分離した以上、独自の法服の制定が必要との論議が高まった。
法冠は当初、敦煌莫高窟に描かれた「獬豸冠」（獬豸は正義や公正を象徴する祥獣）を元にしようという意見があったが、不評であった。そこで発想を転換し、日本の鎌倉時代の青砥藤綱に倣い、折烏帽子型の法冠となった。
満洲国の法服には黒のビロードが付いていたのが大きな特徴であった。

## 中華人民共和国
中華人民共和国では、これまで軍人や警察官のような制服を着用していたが、2001年5月に諸外国にあわせて黒の法服を着用するようになった。